# مارغوت فيرنر
مارغوت فيرنر (بالألمانية: Margot Werner)‏ (و. 1937 – 2012 م) هي ممثلة، وممثلة أفلام، ومغنية نمساوية، ولدت في سالزبورغ، توفيت في ميونخ، عن عمر يناهز 75 عاماً.

## وصلات خارجية
- مارغوت فيرنر على موقع IMDb (الإنجليزية)
- مارغوت فيرنر على موقع مونزينجر (الألمانية)
- مارغوت فيرنر على موقع ميوزك برينز (الإنجليزية)
- مارغوت فيرنر على موقع أول موفي (الإنجليزية)
- مارغوت فيرنر على موقع ديسكوغز (الإنجليزية)
- مارغوت فيرنر على موقع قاعدة بيانات الفيلم (الإنجليزية)
- مارغوت فيرنر على موقع كينوبويسك (الروسية)